# Asilus imitator
Asilus imitator är en tvåvingeart som beskrevs av Lynch Arribalzaga 1883. Asilus imitator ingår i släktet Asilus och familjen rovflugor. Inga underarter finns listade i Catalogue of Life.